# Öffnungsklausel
Eine Öffnungsklausel ist eine Klausel in Gesetzen oder Verträgen, wonach abweichende Vereinbarungen, die nicht mit einer geregelten Norm übereinstimmen, gleichwohl gültig sein sollen.

## Allgemeines
Die Öffnungsklausel stammt aus dem Tarifrecht, wo sie einzelnen Betrieben die Möglichkeit einräumt, auf Betriebsebene oder der Ebene eines einzelnen Arbeitsverhältnisses von den Regelungen des Tarifvertrages abzuweichen, um so die notwendige individuelle Flexibilität gegenüber den Flächentarifverträgen zu gewährleisten. Der Gesetzgeber oder Vertragspartner hat zwar eine bestimmte Regelung vorgesehen, lässt jedoch mit der Öffnungsklausel eine hiervon abweichende Regelung ausdrücklich zu. Damit erhöht die Öffnungsklausel die Flexibilität in Gesetzen oder Verträgen. Gesetzliche Öffnungsklauseln sollen die Verhältnismäßigkeit immer dann wahren, wenn ein Gesetz eine Vielzahl heterogener Betroffener hat, bei denen die gleichmäßige Anwendung zu unerwünschten individuellen Härten führen würde. 
Technisch lässt sich eine Öffnungsklausel an folgenden Formulierungen erkennen: „Soweit nicht etwas anderes vereinbart ist, …“, „eine abweichende Regelung von dieser gesetzlichen/vertraglichen bleibt unbenommen“, „es sei denn, …“ oder „soweit nichts anderes vereinbart wird“.

## Arten
Die allgemeine (unbedingte) Öffnungsklausel sieht in Tarifverträgen vor, dass eine bestimmte Rahmenbedingung betrieblich zu konkretisieren ist („Korridorlösung“) und gilt für alle dem Tarifvertrag unterliegenden Betriebe. Hier wendet der Tarifvertrag eine allgemeine Formulierung an und überlässt deren Konkretisierung der Betriebsebene. Eine eingeschränkte (bedingte) Öffnungsklausel hingegen wirkt nur dann, wenn die mit ihr verbundenen Bedingungen erfüllt werden. Das gilt etwa, wenn
- sich ein Betrieb in einer wirtschaftlichen Notlage befindet und sich finanziell kostspielige tarifvertragliche Regelungen nicht leisten kann;
- die Mittelstandsklausel nur für kleine und mittlere Unternehmen gilt und tarifvertragliche Regelungen den Großunternehmen vorbehalten sind oder
- regionale Einschränkungen eine flächendeckende tarifvertragliche Regelung verhindern sollen.

## Gesetzliche Öffnungsklauseln
Auch in Gesetzen sind Öffnungsklauseln weit verbreitet. Fehlt es hieran oder an ähnlichen Formulierungen, sind die vorgegebenen Bestimmungen zwingend einzuhalten. In § 16 Abs. 2 WEG sind Regelungen zur Verteilung von Gemeinschaftskosten geregelt, doch können die Wohnungseigentümer über eine Öffnungsklausel hiervon abweichen. § 9 Abs. 1 SGB VII überlässt der Bundesregierung die Definition von Berufskrankheiten. Damit jedoch auch die in der Liste (noch) nicht enthaltenen, nach neuen wissenschaftlichen Erkenntnissen als Berufskrankheit angesehenen Erkrankungen anerkannt werden können, enthält § 9 Abs. 2 SGB VII eine Öffnungsklausel, wonach die Unfallversicherungsträger auch diese Erkrankungen als Versicherungsfall anerkennen dürfen.

## Öffnungsklauseln im Tarifvertrag
Besonders diskutiert wurde diese Möglichkeit im Umfeld von Tarifverträgen, wo sie zu einzelnen Regelungen einen ergänzenden Abschluss eines ergänzenden Firmentarifvertrags, einer Betriebsvereinbarung, einer Dienstvereinbarung oder abweichende Regelungen durch Arbeitsvertrag zulässt. § 4 Abs. 3 Tarifvertragsgesetz gestattet solche Öffnungsklauseln. Diese können sich auf tarifliche Rahmenbestimmungen beziehen, die betrieblich konkretisiert und umgesetzt werden müssen (z. B. Regelungen zur leistungsbezogenen Entlohnung oder zur flexiblen Arbeitszeitgestaltung), sie können aber auch das Unterschreiten tariflich verbindlich vereinbarter Mindeststandards zulassen (z. B. Abweichungen von den Tariflöhnen und -gehältern nach unten in wirtschaftlichen Krisensituationen).
Wichtig ist, dass die Verwendung der Öffnungsklausel einer Zustimmung des Betriebsrats, im öffentlichen Dienst des Personalrats bedarf.

### Pforzheimer Abkommen
Im Zuge des Pforzheimer Abkommens wurden 2004 von der IG Metall Baden-Württemberg und Südwestmetall Regelungen für den Prozess der Abweichung von Tarifverträgen (Öffnungsklauseln) eingeführt. Die vereinbarten Eckpunkte sollen Druck von den Beschäftigten und den Betriebsräten nehmen und eine „kontrollierte Dezentralisierung“ ermöglichen. Vereinbart wurde:
- Vor einer Regelung müssen Unternehmen umfassend informieren und es findet eine (zum Teil externe) Prüfung der vorgelegten Daten statt; dabei ist es auch der Gewerkschaft gestattet, die Bücher des (um eine Tarifabweichung bemühten) Unternehmens einzusehen, was ihr eine Art informeller, außerbetrieblicher Mitbestimmung sichert.
- Abweichungen sind nur befristet möglich.
- Abweichungen sind nur möglich, wenn eine positive Entwicklung auf die Beschäftigungssituation im Unternehmen erwartet wird.
- Abweichung vom Tarifvertrag sind nur im Rahmen eines betrieblichen Ergänzungstarifvertrags möglich.
- Bei der Öffnung werden Auswirkungen auf Wettbewerb und Beschäftigung in der Branche und der Region beurteilt.

## Vertragsrecht
Insbesondere umfassende Vertragswerke wie Grundstückskaufverträge, Unternehmenskaufverträge, Bauverträge oder komplexe Ausschreibungen sind meist bis in letzte Detailfragen hinein ausformuliert und beinhalten von den Vertragsparteien einzuhaltende zwingende Regelungen. Diese Detailfreudigkeit soll spätere Auslegungsprobleme verhindern und den Beteiligten ein vollständiges Vertragswerk über ihre Rechte und Pflichten an die Hand geben. Diese Verträge sind von den Vertragsparteien zu erfüllen, auch wenn sich die Geschäftsgrundlagen geändert haben mögen. Um diesen Verträgen eine gewisse Dynamik zu verleihen, können die Vertragsparteien bei der Vertragsgestaltung bereits Öffnungsklauseln zugunsten bestimmter Vertragsklauseln berücksichtigen. Sie sehen vor, dass von bestimmten  unmittelbaren und zwingenden Regelungen des Vertragswerks abgewichen werden kann, wenn die andere Vertragspartei dem zustimmt.

## Bankrecht
Die MaRisk beinhalten Öffnungsklauseln, um nicht rücksichtslos alle Kreditinstitute derselben Regelung zu unterwerfen. So dürften etwa kleine Sparkassen oder Genossenschaftsbanken einer anderen Risikosituation ausgesetzt sein als eine multinational agierende Großbank, die höhere Anforderungen an ein Risikomanagement zu erfüllen hat. Öffnungsklauseln sollen hier das Prinzip der Verhältnismäßigkeit im heterogenen Bankensektor wahren und einzelnen Instituten eine individuell angepasste Umsetzung der aufsichtsrechtlichen Anforderungen ermöglichen.
Die MaRisk kennen echte und unechte Öffnungsklauseln. Erstere sehen größenabhängige Regelungen vor, werden mit Begriffen wie „Wesentlichkeit“, „Angemessenheit“ und „Geeignetheit“ umschrieben oder kommen als „Sollte-Anforderungen“ vor. Unechte Öffnungsklauseln kann man dort an der „Grundsätzlichkeit“ oder an zeitbezogenen Regelungen (etwa unverzüglich oder „zeitnah“) erkennen.